# Человек с зонтиком

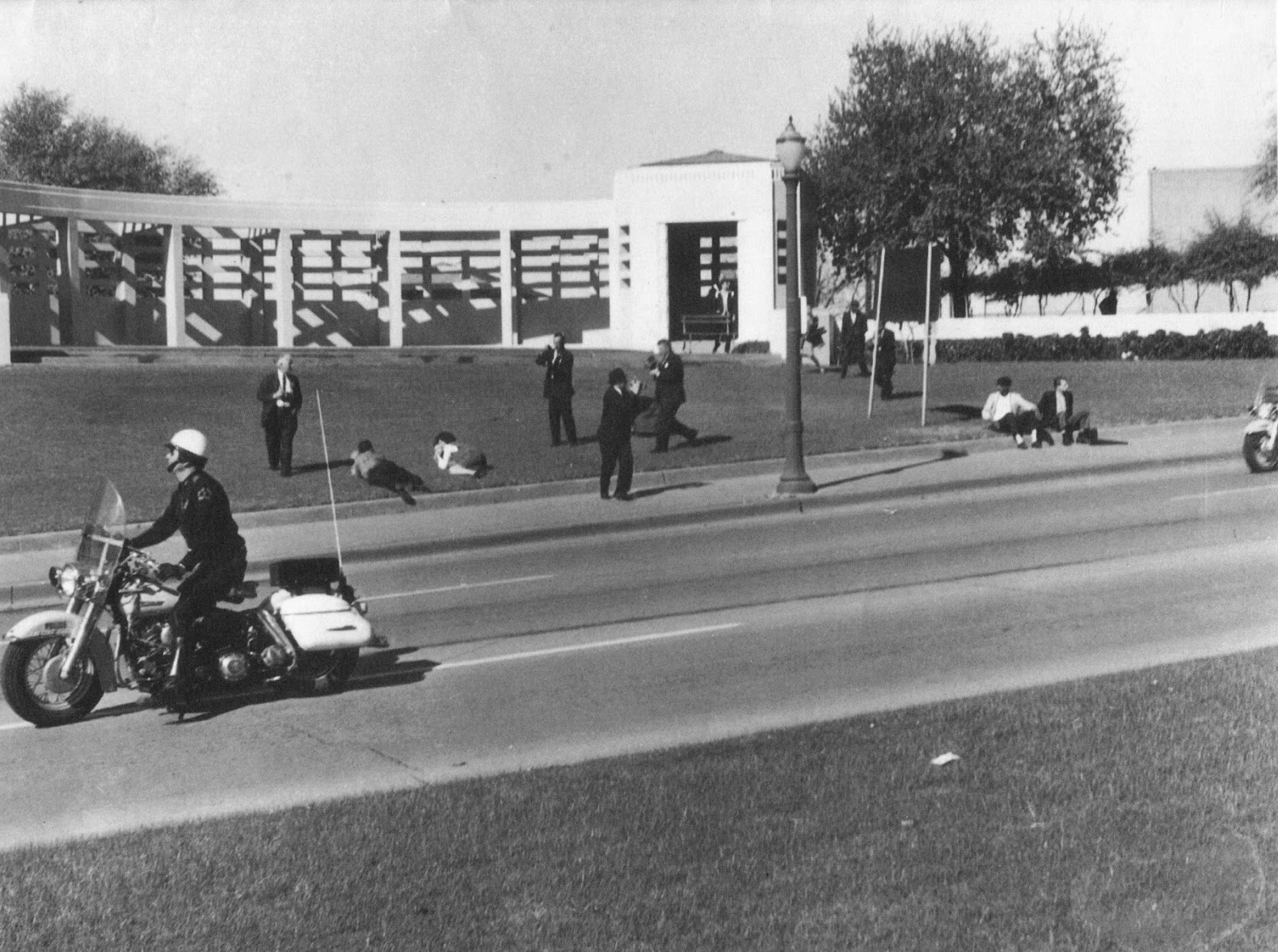
Вид на травяной холм сразу после проезда президентского кортежа. «Человек с зонтиком» сидит у дороги в тёмном пиджаке (у правого края снимка).

«Челове́к с зо́нтиком» (англ. The Umbrella Man) — условное прозвище, данное американской прессой неизвестному мужчине, который в момент убийства президента США Джона Кеннеди 22 ноября 1963 года находился на месте событий и странно манипулировал зонтиком. Запечатлён на многих фото- и киноматериалах с места происшествия. Его поведение дало повод предполагать, что он был активным участником покушения, что противоречит официальной версии об убийце-одиночке. В 1978 году идентифицирован как Луи Стивен Уитт (англ. Louie Steven Witt, 1924—2014), непричастный к убийству.

## История вопроса
Исследуя фотокиноматериалы с места убийства Кеннеди, эксперт Ричард Спрэг (Richard Sprague) обратил внимание на мужчину, стоявшего у дороги на травяном холме — единственного, у кого в руках в тот день был большой чёрный зонтик. В Далласе 22 ноября стояла безоблачная тёплая погода. Правда, утром прошёл дождь, но к моменту прилёта президента небо прояснилось и больше никаких осадков не ожидалось. Тем не менее при приближении кортежа мужчина раскрыл зонтик и поднял его над головой, а когда машина президента проезжала мимо — сразу после первого выстрела — помахал раскрытым зонтиком по часовой стрелке. Когда стрельба закончилась и машины умчались к Парклендскому госпиталю, человек с зонтиком присел на обочине рядом с другим зрителем, а потом ушёл в направлении книгохранилища. Спрэг в своем отчёте утверждал, что на Дили Плаза в тот день было сделано не два-три, а шесть выстрелов по президентскому автомобилю, притом с трёх разных направлений, то есть имели место скоординированные действия группы людей, а не одиночки, как гласила официальная версия. В «человеке с зонтиком» Спраг предположил «дирижёра» операции, подававшего сигналы стрелка́м.
Другую теорию развивал бывший спортсмен-олимпиец Роберт Катлер (1913—2010), самодеятельный исследователь убийств братьев Кеннеди и Мартина Лютера Кинга, создатель «Музея заговоров» в Далласе (Conspiracy Museum). Он тоже был уверен, что президента убила большая группа заговорщиков, при этом в Кеннеди сначала выстрелили дротиком с парализующим химическим веществом, чтобы обездвижить его и облегчить работу стрелков. Пневматическое (или даже ракетное) оружие, из которого стреляли дротиком, как раз и было вмонтировано в большой чёрный зонтик.
В 1978 году некто Луи Стивен Уитт, 1924 года рождения, сотрудник страховой компании, заявил, что он и есть «человек с зонтиком». Уитт дал показания перед комитетом Палаты представителей США по убийствам (англ. United States House Select Committee on Assassinations, HSCA), предъявил тот самый зонтик и объяснил мотивы своего поведения. По словам Уитта, он пришел на Дили Плаза, чтобы упрекнуть семью Кеннеди за её позицию по отношению к нацизму перед Второй мировой войной. Кеннеди тогда поддерживали политику «умиротворения агрессора», которую проводил премьер-министр Великобритании Невилл Чемберлен. Чемберлен повсюду появлялся с неизменным чёрным зонтиком в руках, и это часто обыгрывали карикатуристы. Рисовали, например, нацистского тигра, который только что сожрал премьер-министра и доедает его зонтик. Джон Кеннеди должен был понять этот намек. Уитт сказал о своем поступке: «Если бы в Книге рекордов Гиннесса была номинация для людей, оказавшихся в неправильное время в неправильном месте и делавших там неправильные вещи, я занял бы первое место, и с большим отрывом» (англ. I think if the Guinness Book of World Records had a category for people who were at the wrong place at the wrong time, doing the wrong thing, I would be No. 1 in that position, without even a close runner-up).